# Dimitrii Obodnikov
Dimitrii Obodnikov est un joueur azéri de volley-ball né le 30 août 1987. Il mesure 2,02 m et joue au poste de central. Il est international azéri.

## Clubs
| Club             | De        | À         |
| ---------------- | --------- | --------- |
| Azerneft Baku    | 2006-2007 | 2011-2012 |
| Bir Gold Iranian | 2012-2013 | 2012-2013 |
| AS Cannes        | sep 2013  | déc 2013  |

1. ↑  Il a été remercié en décembre 2013.